# Thomas Bopp (Astronom)

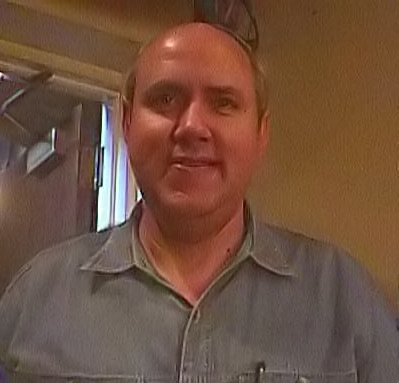
Thomas Bopp (1997)

Thomas J. Bopp (* 15. Oktober 1949 in Denver, Colorado; † 5. Januar 2018 in Phoenix, Arizona) war ein US-amerikanischer Amateurastronom.
Nach dem High-School-Abschluss 1967 und mehreren Jahren Militärdienst bei der US Air Force auf den Philippinen und in Tucson studierte Bopp Wirtschaftswissenschaften an der Youngstown State University. Ab 1980 arbeitete er als Manager in der Nähe von Phoenix.
Am 23. Juli 1995 entdeckten Alan Hale und Thomas Bopp unabhängig voneinander den Kometen C/1995 O1 (Hale-Bopp).
Der am 5. Oktober 1991 entdeckte Asteroid (7086) Bopp wurde 1997 nach ihm und seinem Vater Frank Bopp benannt.
Er war verheiratet und hatte eine Tochter.